# Zhou Yilin
Zhou Yilin, född 18 september 1992, är en kinesisk simmare.
Yilin tävlade för Kina vid olympiska sommarspelen 2016 i Rio de Janeiro, där hon slutade på femte plats i finalen på 200 meter fjärilsim.